# Akagera-Nationalpark
Der Akagera-Nationalpark (auch Kagera-Nationalpark) befindet sich im Osten des zentralafrikanischen Staates Ruanda an der Grenze zu Tansania, südlich des sogenannten „Nordknies“ des Akagera, auch Kagera-Nil als Hinweis auf seine Quellflussfunktion für den Nil genannt, in einem bis zu 15 km breiten und 150 bis 200 km langen sumpfigen und seenreichen Graben, durch den der Fluss fließt.

## Geographie
Diese Fluss-/Seenlandschaft entstand infolge von Ausbrüchen der Virunga-Vulkane im Tertiär, durch die die direkte Entwässerung des ruandischen Flusssystems in Richtung Viktoriasee erschwert wurde. Sie ist von besonderem Interesse, da sie in großen Teilen von schwimmenden Inseln aus Papyrus bedeckt ist. Ansonsten handelt es sich um eine offene Baum-Savanne auf vielgliedrigem Hügelland mit mehr oder weniger reichen Schirmakazienbeständen; entlang des Flusslaufes befinden sich Galeriewälder. Die Parkfläche in einer Höhe von 1250 bis 1825 m entsprach ursprünglich weitgehend dem Verbreitungsgebiet der Tse-Tse-Fliege in Ruanda, sodass über viele Jahre keine Konkurrenz zwischen landwirtschaftlicher Nutzung und Naturschutz bestand.
Die Nordspitze des Nationalparks grenzt an den Ibanda-Kyerwa-Nationalpark in Tansania.

## Geschichte
Der Park wurde 1934 von der damaligen Kolonialmacht Belgien, die Ruanda mit Mandat des Völkerbundes beherrschte, auf einer Fläche von 2.500 km² gegründet. Er bildete mit angrenzenden Schutzgebieten in Uganda und Tansania ein größeres geschütztes Ökosystem zwischen Viktoriasee und zentralafrikanischem Graben.
Bis in die frühen 1990er Jahre war der Park sehr wildreich und beheimatete insbesondere Büffelherden, bedeutende Bestände an Impalas, Topis, Zebras, Wasserböcken, Elenantilopen und anderem Großwild. Löwen konnten häufig beobachtet werden, seltener Leoparden. Entlang der Seen und Flüsse leben zahlreiche Flusspferde und Nilkrokodile. Der Park war über zwei Hotels touristisch erschlossen, von denen heute das im Süden des Nationalparks nahe dem Ihema-See gelegene Akagera-Hotel erhalten ist.
Ende der 1980er Jahre nahm der Bevölkerungsdruck erheblich zu. Neben der Verkleinerung der Parkfläche wirkte sich auch der Bürgerkrieg der 1990er Jahre und die auf Parkgebiet errichteten Flüchtlingslager sehr belastend für das Ökosystem aus. Der Park umfasst heute eine Fläche von ca. 900 km².
Die amerikanische Wildlife Conservation Society hat 2005 ein Projekt zur Untersuchung der Auswirkung von Elefantenbeständen auf die Entwicklung des Ökosystems begonnen. Elefanten lebten im Park bis in die 1990er Jahre nur in einem kleinen, abgegrenzten Gebiet.
2017 wurden 18 Spitzmaulnashörner in den Park umgesiedelt. In Ruanda wurde das letzte Tier der Art 10 Jahre zuvor beobachtet. Am 27. November 2021 folgte die zu dem Zeitpunkt größte Nashornumsiedlung aller Zeiten, bei der 30 Breitmaulnashörner aus dem Phinda Private Game Reserve in Südafrika in den Park umgesiedelt wurden. Im Mai 2025 kündigte der Nationalpark an, dass 70 weitere Tiere aus Südafrika in den Park gebracht werden sollen.

## Fauna
Im Akagera-Nationalpark kommen mehr als 50 Säugetierarten vor. Zu diesen zählen das vom Aussterben bedrohte Spitzmaulnashorn, das Breitmaulnashorn und der stark gefährdete Afrikanische Elefant.
BirdLife International listet den Nationalpark als eine von acht Important Bird Areas in Ruanda. Es wurden 525 Vogelarten im Park verzeichnet. Zu diesen zählt der von der IUCN als gefährdet eingestufte Schuhschnabel. Nach Bestandsaufnahmen der Rwanda Wildlife Conservation Association (RWCA) leben in Ruanda vermutlich nur noch weniger als 50 der Tiere. Zu den weiteren im Park vorkommenden Arten zählen der als stark gefährdet eingestufte Dickschnabelreiher sowie der potentiell gefährdete Papyruswürger und Rotgesicht-Bartvogel.

Tiere im Nationalpark
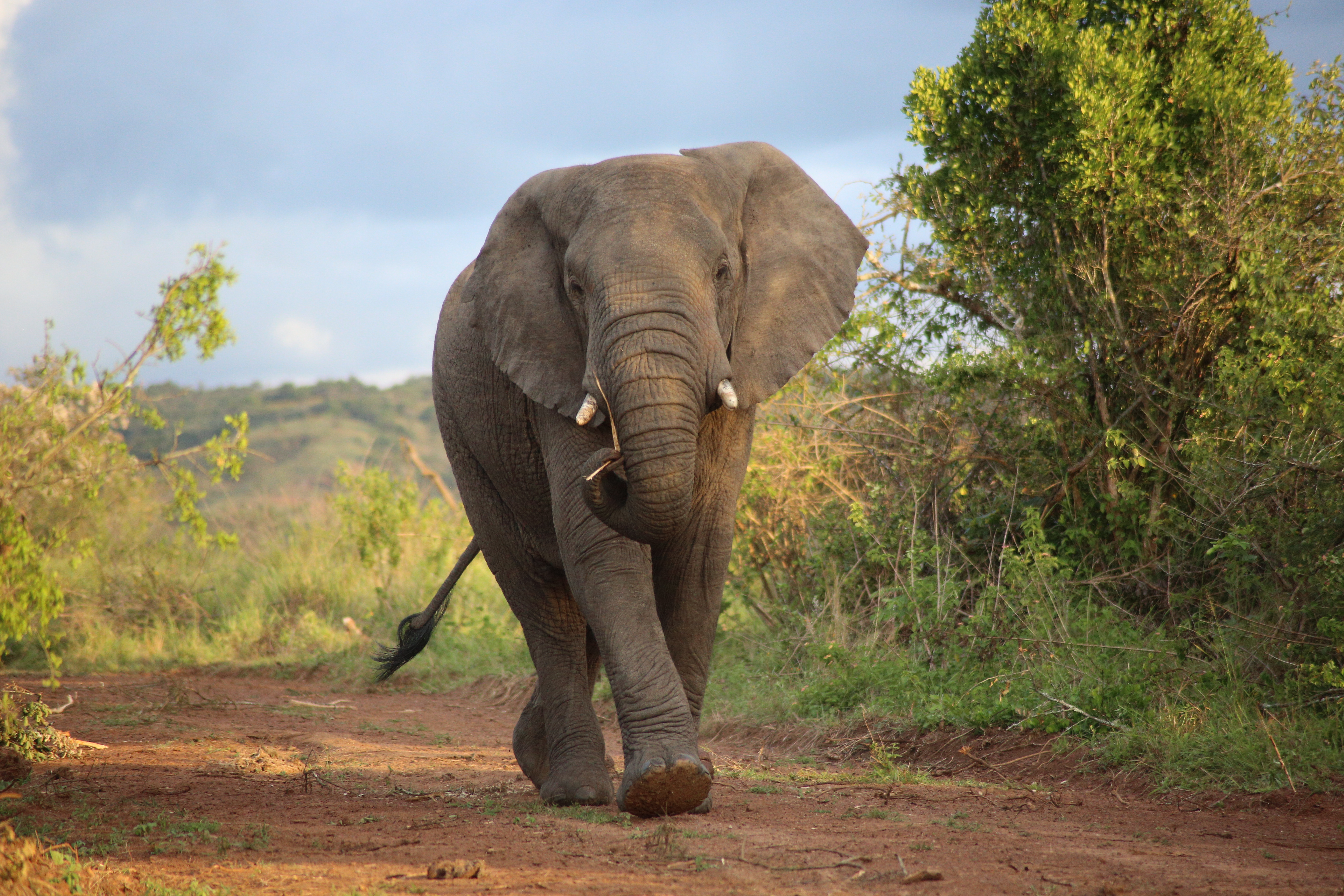
Afrikanischer Elefant
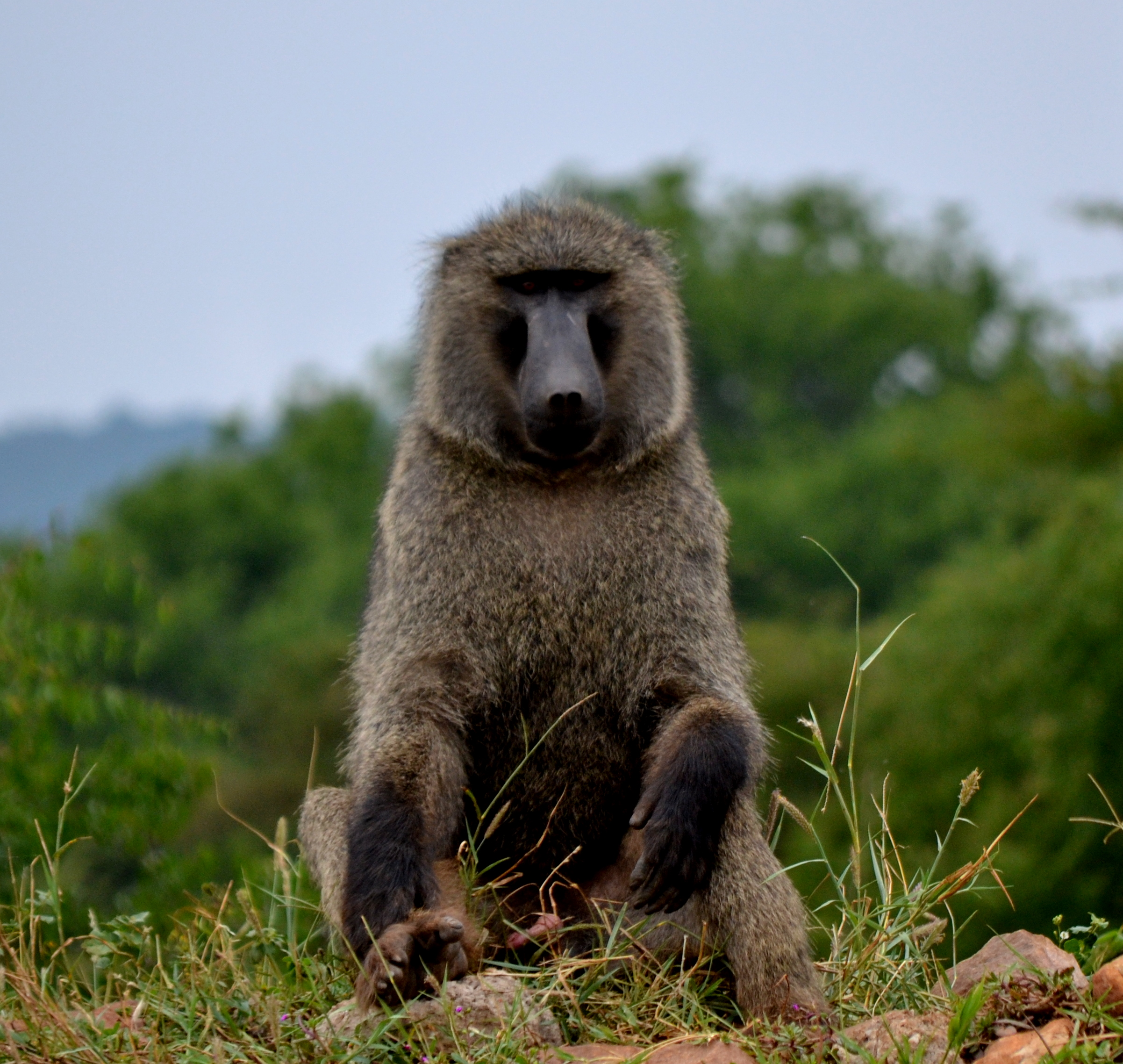
Anubispavian
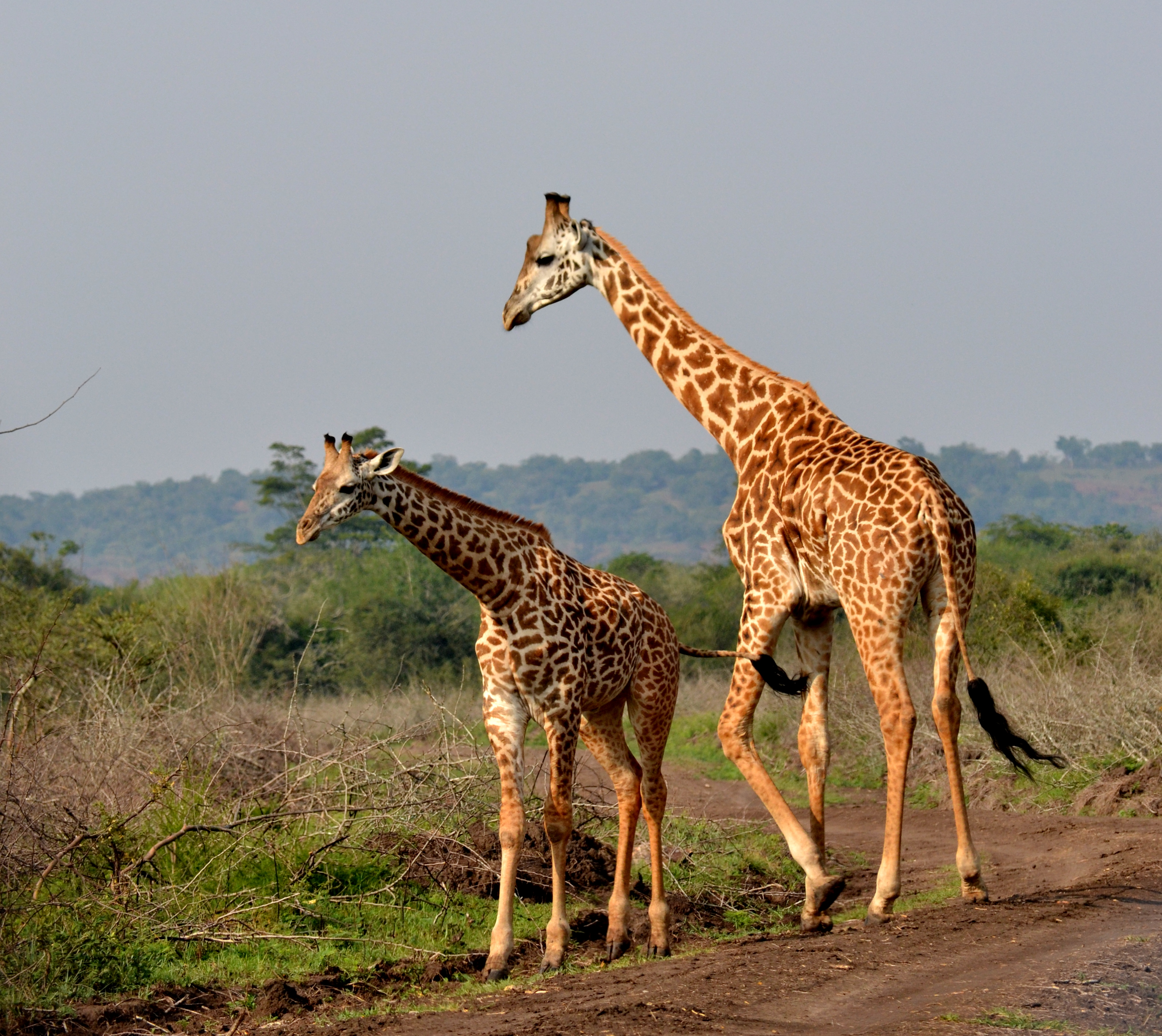
Giraffen
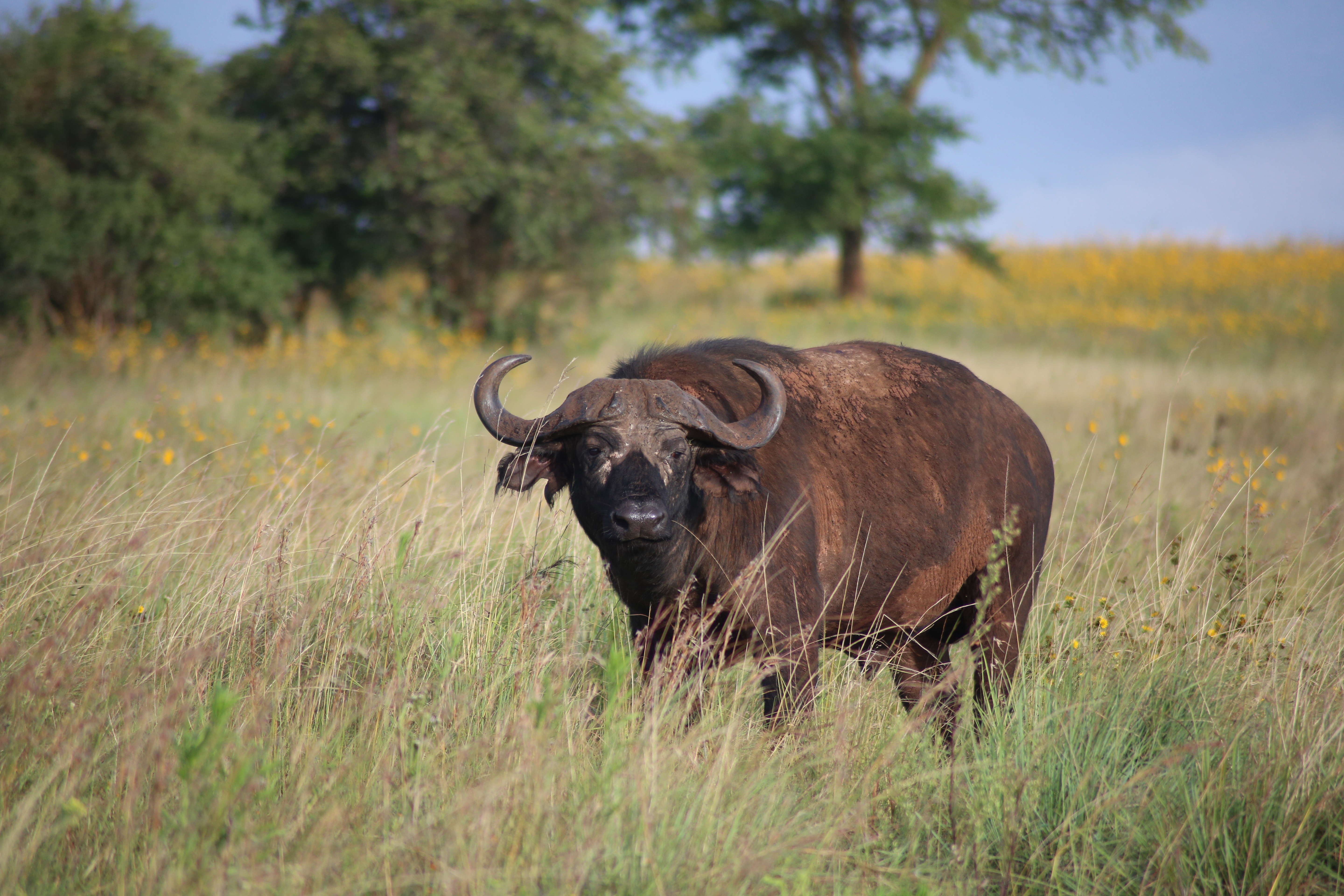
Kaffernbüffel
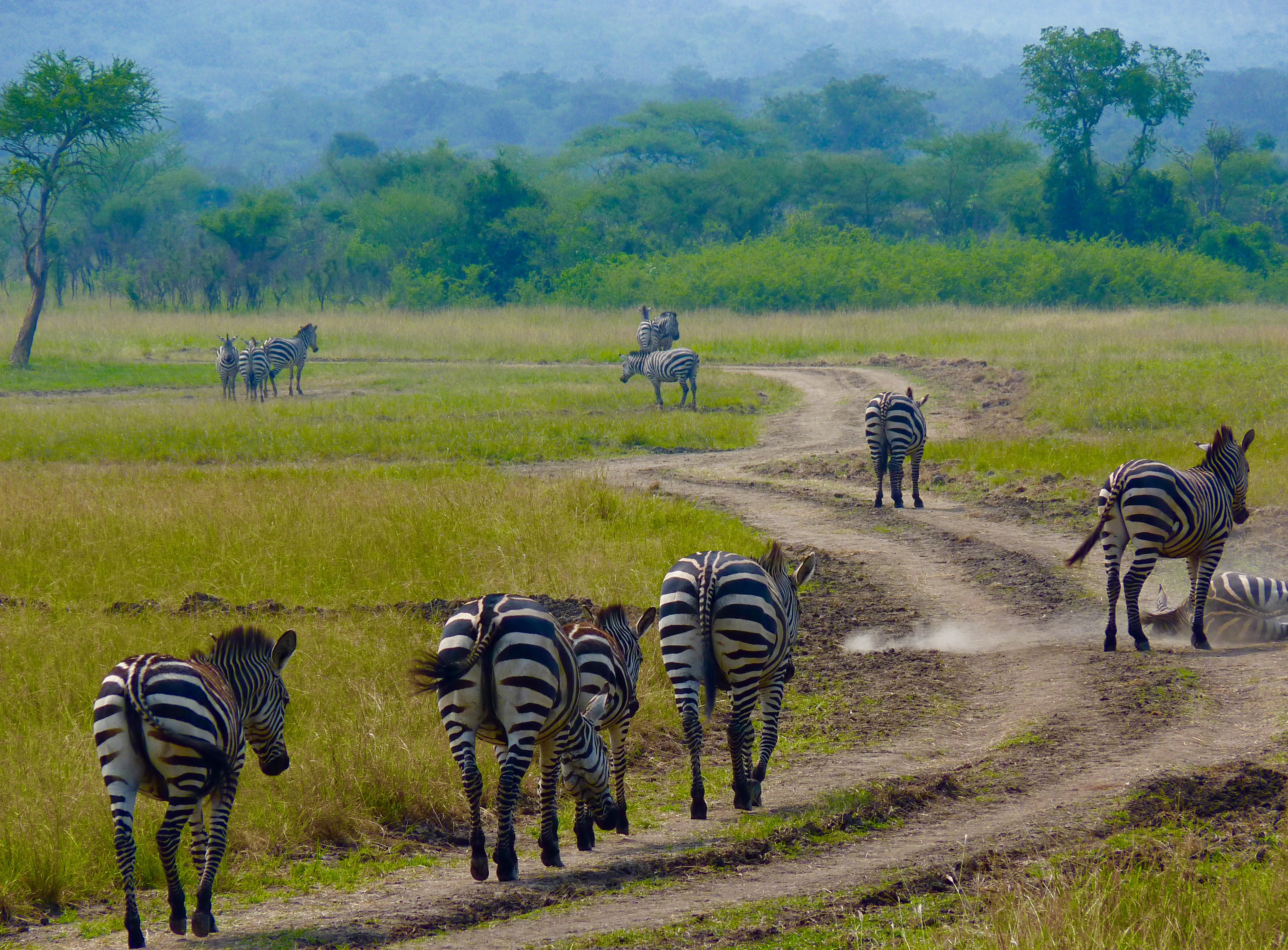
Zebras

## Tourismus
Der Nationalpark erwirtschaftete im Jahr 2010 nach Angaben der Parkverwaltung 203.000 US-Dollar. Die Tourismuseinnahmen stiegen auf 2,5 Millionen US-Dollar im Jahr 2019, über 3,7 Millionen US-Dollar im Jahr 2022 auf 4,8 Millionen US-Dollar im Jahr 2023, womit 92 Prozent der Ausgaben gedeckt waren. Die Besucherzahlen lagen 2023 bei 54.000.